# テーペット

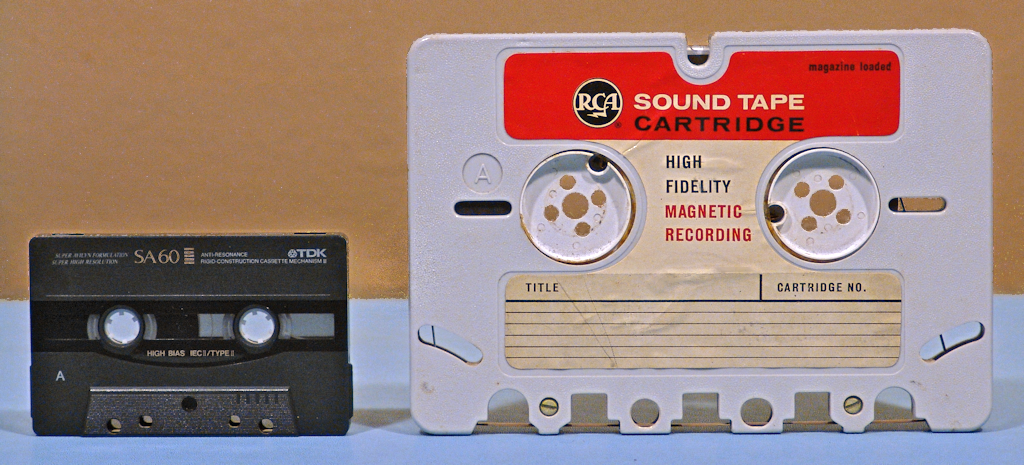
コンパクトカセット（左）とテーペット（右）のカートリッジサイズ比較

テーペットは、米国RCAビクター（現・仏国ヴァンティヴァ）が1958年に開発したオーディオ用磁気記録テープ媒体の規格である。

## 概要
最初に開発されたオーディオカセットであり、フィリップスが開発したコンパクトカセットやアイワ（初代法人、現・ソニーマーケティング）が開発したマガジン50テープカートリッジ、ソニー（初代法人、現・ソニーグループ）・松下電器産業（現・パナソニック ホールディングス）・ティアックによる3社共同で開発したエルカセット等の開発に影響を与えたといわれている。コンパクトカセットが最初は会話録音用として開発されたものに対して、テーペットはミュージックテープの再生用として、いわばレコードの代わりとして開発された。テープ速度は3.75インチ毎秒（約9.5センチメートル毎秒）。4トラック往復で60分のステレオ再生ができた。コンパクトカセットでは、テープ幅がオープンリールより細い3.8mm幅でベースの薄い磁気テープをカートリッジに収めて小型化したのに対し、テーペットはオープンリールと同じ6.3mm幅を採用した。それにともなってカートリッジの大きさも大きくなり、縦12.7cm、横17.8cmとコンパクトカセット（縦6.3cm、横10cm）を4個並べたよりも少し小さい位の大きさだった。テーペットは、当時まだオープンリール機さえあまり普及していなかった時代で、テープそのものがまだ一般に広く理解されていなかったため、まもなく発売を中止してしまった。